# Sibutu
Sibutu (Bayan ng Sibutu) är en kommun i Filippinerna. Kommunen ligger på ön Suluöarna, och tillhör provinsen Tawi-Tawi.
Sibutu är indelat i 16 barangayer.